# Filament (3D tisk)

## Filamenty pro 3D tisk
Filament je kontinuální vlákno z termoplastického materiálu používané jako vstupní surovina v aditivní výrobě, zejména v technologiích FDM (Fused Deposition Modeling) a FFF (Fused Filament Fabrication). Vlákno je navíjeno na cívkách a vyrábí se v několika standardních průměrech, nejčastěji 1,75 mm a 2,85 mm. Složení a fyzikální vlastnosti filamentů se liší podle použitého polymeru a případných příměsí, což ovlivňuje pevnost, pružnost, tepelnou odolnost i vzhled výsledných výtisků.

## Historie
První komerčně dostupné filamenty byly vyrobeny z ABS a určeny pro průmyslové 3D tiskárny v 80. letech 20. století. Rozmach stolního 3D tisku po roce 2010 přinesl masové rozšíření PLA díky nižší teplotě tavení, menšímu smršťování a biologickému původu. Postupně se objevily další materiály, například PETG, ASA, flexibilní polymery typu TPU a technické filamenty z polyamidů. Současné trendy zahrnují recyklované a biologicky odbouratelné filamenty, kompozity plněné uhlíkovými nebo skleněnými vlákny, filamenty s kovovým či dřevěným práškem a speciální typy měnící barvu nebo svítící ve tmě.

## Základní typy

### PLA (polylaktid)
- Původ: Bioplast z kukuřičného škrobu nebo cukrové třtiny
- Vlastnosti: Snadný tisk, nízká teplota tavení, biologická rozložitelnost, nízká tepelná odolnost (~60 °C)
- Použití: Dekorace, prototypy, modely bez mechanické zátěže
- Nevýhody: Nízká odolnost vůči UV a teplu[1]

### PETG (polyethylentereftalát – glykol)
- Vlastnosti: Odolnost vůči vodě a chemikáliím, vyšší houževnatost než PLA, mírná pružnost
- Použití: Funkční díly, nádoby, venkovní použití (omezená UV odolnost)
- Nevýhody: Mírná náchylnost k stringingu[2]

### ABS (akrylonitrilbutadienstyren)
- Vlastnosti: Vysoká pevnost, tepelná odolnost (~100 °C), možnost vyhlazení acetonem
- Použití: Mechanické díly, kryty, součástky v automobilovém průmyslu
- Nevýhody: Smrštění při tisku, nutná uzavřená tisková komora, emise styrenu[3]

### ASA (akrylonitril-styren-akrylát)
- Vlastnosti: Podobné ABS, ale s vysokou UV odolností a barevnou stálostí
- Použití: Venkovní díly, reklamní nápisy, kryty zařízení
- Nevýhody: Vyšší cena, náročnější tisk než PLA/PETG[5]

### TPU (termoplastický polyuretan)
- Vlastnosti: Vysoká pružnost, odolnost proti oděru, tlumení nárazů
- Použití: Těsnění, pouzdra, ochranné prvky
- Nevýhody: Obtížnější tisk kvůli měkkosti, potřeba nižší rychlosti tisku[2]

### Nylon (polyamid)
- Vlastnosti: Vysoká pevnost a houževnatost, odolnost proti oděru
- Použití: Mechanicky namáhané díly, ozubená kola, funkční prototypy
- Nevýhody: Hygroskopičnost, nutnost sušení před tiskem[1]

## Srovnávací tabulka
| Materiál | Pevnost | Tepelná odolnost | Pružnost | Snadnost tisku | Odolnost UV | Cena    |
| -------- | ------- | ---------------- | -------- | -------------- | ----------- | ------- |
| PLA      | Střední | Nízká (~60 °C)   | Nízká    | Vysoká         | Nízká       | Nízká   |
| PETG     | Vysoká  | Střední (~80 °C) | Střední  | Střední        | Střední     | Střední |
| ABS      | Vysoká  | Vysoká (~100 °C) | Nízká    | Nízká          | Nízká       | Střední |
| ASA      | Vysoká  | Vysoká (~100 °C) | Nízká    | Nízká          | Vysoká      | Vyšší   |
| TPU      | Nízká   | Střední (~80 °C) | Vysoká   | Nízká          | Střední     | Vyšší   |
| Nylon    | Vysoká  | Vysoká (~120 °C) | Střední  | Nízká          | Střední     | Vyšší   |

## Bezpečnost
Při tisku některých materiálů (zejména ABS a ASA) dochází k uvolňování styrenu, proto se doporučuje tisk v dobře větraných prostorách nebo s filtrací vzduchu. PLA má nižší emise, ale ventilace je i tak vhodná. Hygroskopické materiály, jako je nylon, mohou při absorpci vlhkosti degradovat a ovlivnit kvalitu tisku.